# 포소알몬테
포소알몬테(스페인어: Pozo Almonte)는 칠레 타라파카 주 타마루갈 현의 코무나이다.